# Mikael Agricoladagen

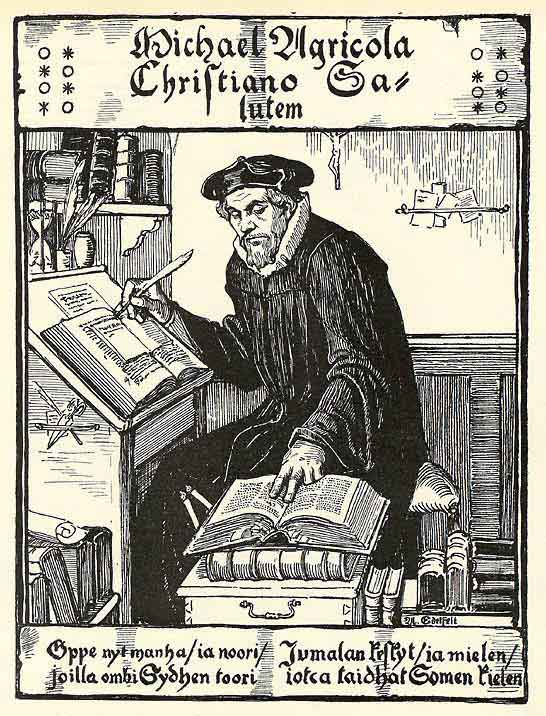
Mikael Agricola, tecknad av Albert Edelfelt.

Mikael Agricoladagen (finska: Mikael Agricolan päivä) eller finska språkets dag, firas i Finland den 9 april. Det är en etablerad flaggdag. Dagen firas på datumet för Mikael Agricolas död, även om vanligtvis personens födelsedag firas till hans ära. Anledningen till detta är att det exakta datumet för Agricolas födelse är okänt. Mikael Agricoladagen kom in i kalendern 1960, och sen 1980 har den även markerats som flaggdag, eftersom den redan var etablerad. År 1978 lades Agricoladagen till det finska språkets dag (finska suomen kielen päivä). Mikael Agricolapriset till skönlitterära översättare instiftades 1957, och delas sedan 1958 ut på Agricoladagen.

Agricola skapade det finska skriftspråket genom att, bland annat, skriva Abckiria (1543) och översätta Nya testamentet (Se Wsi Testamenti, 1548) till finska.
Den 9 april är också Elias Lönnrots födelsedag, som sammanställde det finska nationaleposet Kalevala.
För att ytterligare hedra Agricola utvecklades 2014 en Agricolabakelse (finska Agricola-leivos), vilket tillkännagavs på Agricoladagen det året. Tävlingen att skapa den nya bakelsen arrangerades av Finska bibelsällskapet.